# Norman Foster (director)
Norman Foster (13 de diciembre de 1903 – 7 de julio de 1976) fue un director y actor cinematográfico de nacionalidad estadounidense.

## Biografía
Su verdadero nombre era John Hoeffer, nació en Richmond, Indiana. Antes de dedicarse al cine, Foster era reportero en un periódico local en Indiana, buscando más adelante una mejor ocupación en la ciudad de Nueva York. Después solicitó trabajo en diferentes agencias teatrales, hasta que consiguió ocupación y pudo actuar en 1929 en una obra representada en el circuito de Broadway, la pieza de George S. Kaufman y Ring Lardner June Moon. Además, en sus inicios también actuó en Londres y después en el cine, empezando con actuaciones como extra hasta que paulatinamente fue obteniendo papeles de mayor importancia. Algunas de las películas en las cuales participó como actor son It Pays to Advertise (1931), Pilgrimage (1933), State Fair (1933) o Mr. Moto Takes a Vacation (1939).
Foster escribió también varias obras teatrales, y dejó la actuación a finales de los años 1930 para dedicarse a la dirección, aunque ocasionalmente actuó en alguna película o en programas televisivos. Como director realizó diferentes filmes de misterio dedicados a los personajes de Charlie Chan y Mr. Moto, entre ellos Charlie Chan in Panama (1940), Charlie Chan at Treasure Island (1939), Mr. Moto Takes a Vacation (1939), Charlie Chan in Reno (1939), Mr. Moto's Last Warning (1939), Mysterious Mr. Moto (1938), Mr. Moto Takes a Chance (1938), Thank You, Mr. Moto (1937), y Think Fast, Mr. Moto (1937). También fue el coguionista y director del segmento "My Friend Bonito", incluido en la película inacabada de Orson Welles It's All True (1941).
Cuando Welles se preparó para ir a Brasil a filmar el Carnaval de Río para It's All True, él suspendió temporalmente "Bonito" (por lo cual el rodaje no llegó a completarse), motivo por el que Foster volvió a Hollywood para dirigir Journey into Fear (1943).
Algunas de las películas más destacadas de Foster como director fueron Kiss the Blood off My Hands (1948), Rachel and the Stranger (1948), Woman on the Run (1950) y The Sign of Zorro (1958). También dirigió los segmentos de la serie Davy Crockett que aparecieron en los filmes Davy Crockett, King of the Wild Frontier (1955) y Davy Crockett and the River Pirates (1956). Además, en 1967 dirigió Brighty of the Grand Canyon, basada en la novela infantil de Marguerite Henry.
Foster estuvo casado con Claudette Colbert desde 1928 hasta 1935, año en el que se divorciaron. En octubre de ese año se casó con la actriz Sally Blane, hermana mayor de Loretta Young. Tuvieron una hija en junio de 1936, Gretchen, y un hijo llamado Robert.
Norman Foster falleció en 1976, a causa de un cáncer, en Santa Mónica, California, a los 72 años de edad. Fue enterrado, junto a su segunda mujer, en el Cementerio de Holy Cross, en Culver City, California.

## Filmografía

### Director
- I Cover Chinatown (1936)
- Fair Warning (1937)
- Think Fast, Mr. Moto (1937)
- Thank You, Mr. Moto (1937)
- Walking Down Broadway (1937)
- Mr. Moto Takes a Chance (1938)
- Mysterious Mr. Moto (1938)
- Mr. Moto's Last Warning (1939)
- Charlie Chan in Reno (1939)
- Mr. Moto Takes a Vacation (1939)
- Charlie Chan at Treasure Island (1939)
- Charlie Chan in Panama (1940)
- Viva Cisco Kid (1940)
- Ride, Kelly, Ride (1941)
- Scotland Yard (1941)
- Journey into Fear (1943)
- Santa (1943)
- La fuga (1944)
- La hora de la verdad (1944)
- El ahijado de la muerte (1946)
- El canto de la sirena (1948)
- Rachel and the Stranger (1948
- Kiss the Blood off My Hands (1948)
- Tell It to the Judge (1949)
- Father Is a Bachelor (1950)
- Woman on the Run (1950)
- Navajo (1952)
- Sky Full of Moon (1952)
- Sombrero (1953)
- Davy Crockett, King of the Wild Frontier (1955)
- Davy Crockett and the River Pirates (1956)

### Actor
- Gentlemen of the Press, de Millard Webb (1929)
- Love at First Sight, de Edgar Lewis (1929)
- Young Man of Manhattan, de Monta Bell (1930)
- No Limit, de Frank Tuttle (1931)
- It Pays to Advertise, de Frank Tuttle (1931)
- Men Call It Love, de Edgar Selwyn (1931)
- City Streets, de Rouben Mamoulian (1931)
- Up Pops the Devil, de A. Edward Sutherland (1931)
- Confessions of a Co-Ed, de David Burton y Dudley Murphy (1931)
- Reckless Living, de Cyril Gardner (1931)
- Under 18, de Archie Mayo (1931)
- Girl of the Rio, de Herbert Brenon (1932)
- Su gran sacrificio, de Michael Curtiz y Lloyd Bacon (1932)
- Play-Girl, de Ray Enright (1932)
- Steady Company, de Edward Ludwig (1932)
- The Cohens and Kellys in Hollywood, de John Francis Dillon (1932)
- Week-End Marriage, de Thornton Freeland (1932)
- Skyscraper Souls, de Edgar Selwyn (1932)
- Strange Justice, de Victor Schertzinger (1932)
- Prosperity, de Sam Wood (1932)
- State Fair, de Henry King (1933)
- Professional Sweetheart, de William A. Seiter (1933)
- Pilgrimage, de John Ford (1933)
- Rafter Romance, de William A. Seiter (1933)
- Walls of Gold, de Kenneth MacKenna (1933)
- Orient Express, de Paul Martin (1934)
- Strictly Dynamite, de Elliott Nugent (1934)
- Elinor Norton, de Hamilton MacFadden (1934)
- Behind the Evidence, de Lambert Hillyer (1935)
- Behind the Green Lights, de Christy Cabanne (1935)
- The Hoosier Schoolmaster, de Lewis D. Collins (1935)
- Ladies Crave Excitement, de Nick Grinde (1935)
- The Bishop Misbehaves, de Ewald André Dupont (1935)
- Escape from Devil's Island, de Albert S. Rogell (1935)
- The Fire-Trap, de Burt P. Lynwood (1935)
- Super-Speed, de Lambert Hillyer (1935)
- Suicide Squad, de Bernard B. Ray (1935)
- The Leavenworth Case, de Lewis D. Collins (1936)
- Everybody's Old Man, de James Flood (1936)
- Fatal Lady, de Edward Ludwig (1936)
- High Tension, de Allan Dwan (1936)
- I Cover Chinatown, de Norman Foster (1936)
- Mysterious Mr. Moto, de Norman Foster (1938)
- The Other Side of the Wind, de Orson Welles

### Guionista
- Sombrero, de Norman Foster (1953)